# Csuguni thejang
A Csuguni thejang (hangul: 주군의 태양, RR: Juguni taeyang), angol címén Master’s Sun, 2013-as dél-koreai romantikus horror-vígjáték sorozat, melyet az SBS csatorna vetített, Magyarországon a Pasta című sorozatból ismert Kong Hjodzsin, illetve Szo Dzsiszop főszereplésével. A forgatókönyvet a szakmában elismert Hong nővérek írták. Az eredetileg 16 részesre tervezett sorozatot egy résszel meghosszabbították. A főműsoridőben azonos sávban vetített esti sorozatok közül a Master’s Sun volt a legnagyobb nézettségű, átlagosan 17%-os nézettséggel.

## Címe
A sorozat koreai címe szójáték, a Csugun (주군) jelentése „Csu úr”, illetve „fiatalúr/uraság” is lehet, a Thejang (태양) jelentése pedig „The kisasszony” is lehet, de egyben „Nap” jelentésű is; azaz a sorozat címét kétféleképpen is lehet értelmezni: „Csu úr The kisasszonya”, illetve „A fiatalúr Napja”. A sorozatban számos alkalommal használják ki ezt a szójátékot.

## Történet
Csu Dzsungvon a Kingdom nevű hatalmas bevásárlóközpont- és szállodalánc rigolyás igazgatója, akit a pénzen kívül más nem nagyon érdekel. Hűvös számítások alapján tartja maga mellett az embereket, aszerint, ki mennyire hasznos az üzlet szempontjából. Tervei kútba esnek, amikor egy viharos éjszakán megismerkedik The Gongsillel, egy egyszerű körülmények között élő, különleges képességű nővel. Gongsil egy balesetet követően három évig kómában feküdt, és miután felébredt, látni kezdte a holtak szellemeit. Emiatt visszavonult életet él, mert a félelmetes szellemek állandóan követik és kisebb-nagyobb szívességeket kérve zaklatják. A magába fordult, félelemben élő nő a Dzsungvonnal való találkozáskor rádöbben, hogy ha megérinti a férfit, a szellemek köddé foszlanak. Emiatt bármi áron hajlandó a férfi közelében maradni. Dzsungvon lassanként hinni kezd a nő képességeiben és alkut kötnek: a nő megérintheti őt, ha félelmetes szellemet lát, cserébe pedig a férfi halott első szerelmétől, Csha Hidzsutól meg kell tudnia, hová rejtette a lány a drágaköves nyakláncot, ami miatt a férfit középiskolás korában Hidzsu közreműködésével elrabolták. Miközben különféle szellemekkel küzdenek, a férfi lassan rádöbben, hogy a nő valóban az ő „ragyogó Napja”. Kapcsolatuk fejlődését azonban több dolog is beárnyékolja: Hidzsu rejtélyes múltja, Dzsungvon elitista nagynénjének házassági elképzelései, a férfi apjának titkai, Gongsil egykori osztálytársnője, aki féltékeny rá; közben pedig a cégnél biztonsági főnökként dolgozó Kang U is megkedveli Gongsilt, csakhogy ez a férfi is rejteget valamit.

## Szereplők
- 주중원 Csu Dzsungvon: Szo Dzsiszop
- 태공실 The Gongsil:  Kong Hjodzsin
- 강우 Kang U: Szo Inguk
- 태이령 The Iljong: 김유리 Kim Juri
- Kim titkár: 최정우 Cshö Dzsongu
- Dzsungvon nagynénje: 김미경 Kim Migjong
- 차희주 Csha Hidzsu: 한보름 Han Borum

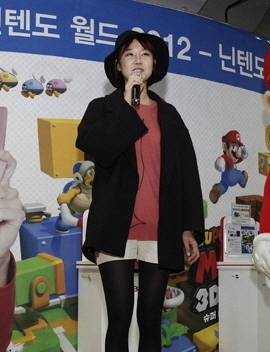
Kong Hjodzsin
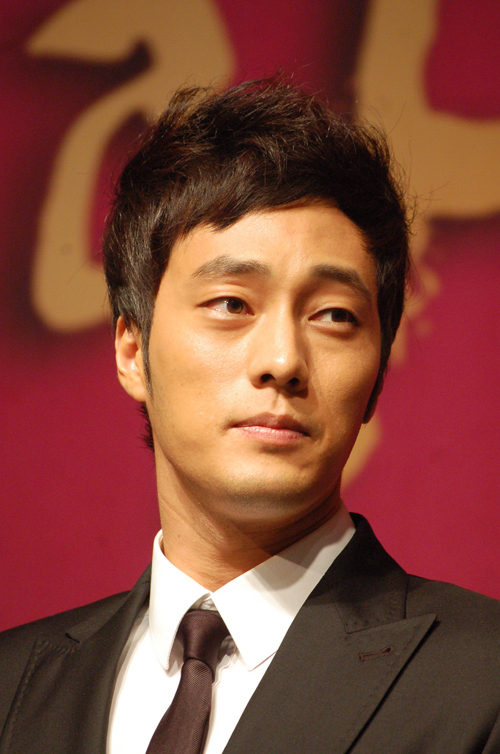
Szo Dzsiszop
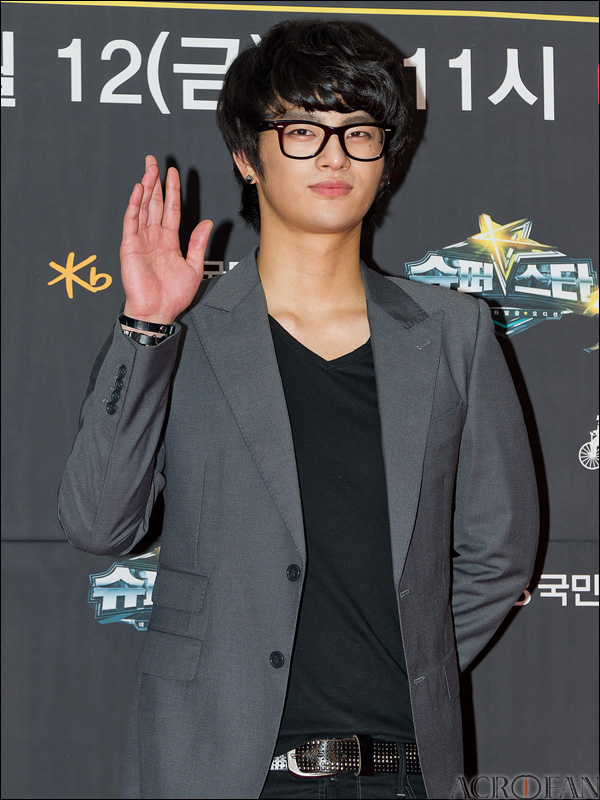
Szo Inguk